# Papiriforme

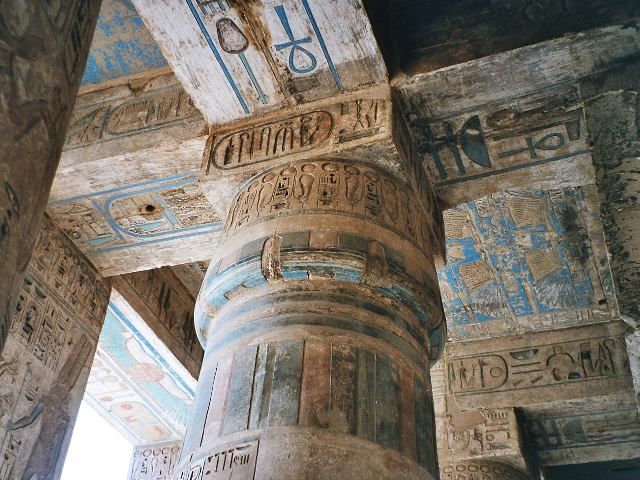
Medinet Habu, donde se aprecia el capitel con la forma papiriforme.

La palabra papiriforme sirve en arquitectura para indicar que un elemento, generalmente capiteles del Antiguo Egipto, tienen forma de papiro. El papiro era una planta muy común en el río Nilo de donde se extraía la materia prima con que elaborar pliegos para escribir. Ha aparecido con frecuencia en representaciones del faraón cazando o pescando de forma ritual desde la barca real mientras navegaba por el río. Tenemos ejemplos como la tumba de Najt de la XVIII dinastía.